# Rüttelboden
Der Rüttelboden ist ein Verbund aus keramischem Bodenbelag mit der darunterliegenden mineralischen Bettung, die auch die Funktion eines Estrich übernehmen kann. Es handelt sich dabei um eine rationalisierte Form der Dickbettverlegung.
Rüttelböden werden vielfach zur rationellen Verlegung von großflächigen Fußböden in gewerblich genutzten Bereichen eingesetzt und können hohe Ansprüche an Belastbarkeit und Ebenheit erfüllen. Der Rüttelboden wird im sogenannten Rüttelverfahren verlegt. Rüttelböden können früher als die heute üblicherweise auf Estrich und im Dünnbett verlegten Keramikbeläge belastet werden. Rüttelböden sind weniger geeignet für Bodenbeläge mit besonderer geometrischer Verlegung oder Fugenschnitten durch mehrere Räume etc.
Rüttelböden finden unter anderem Einsatz in Kfz-Werkstätten, Feuer- und Rettungswachen, Objekten des Groß- und Einzelhandels, chemischer Industrie, Werk- und Produktionsanlagen aller Art.

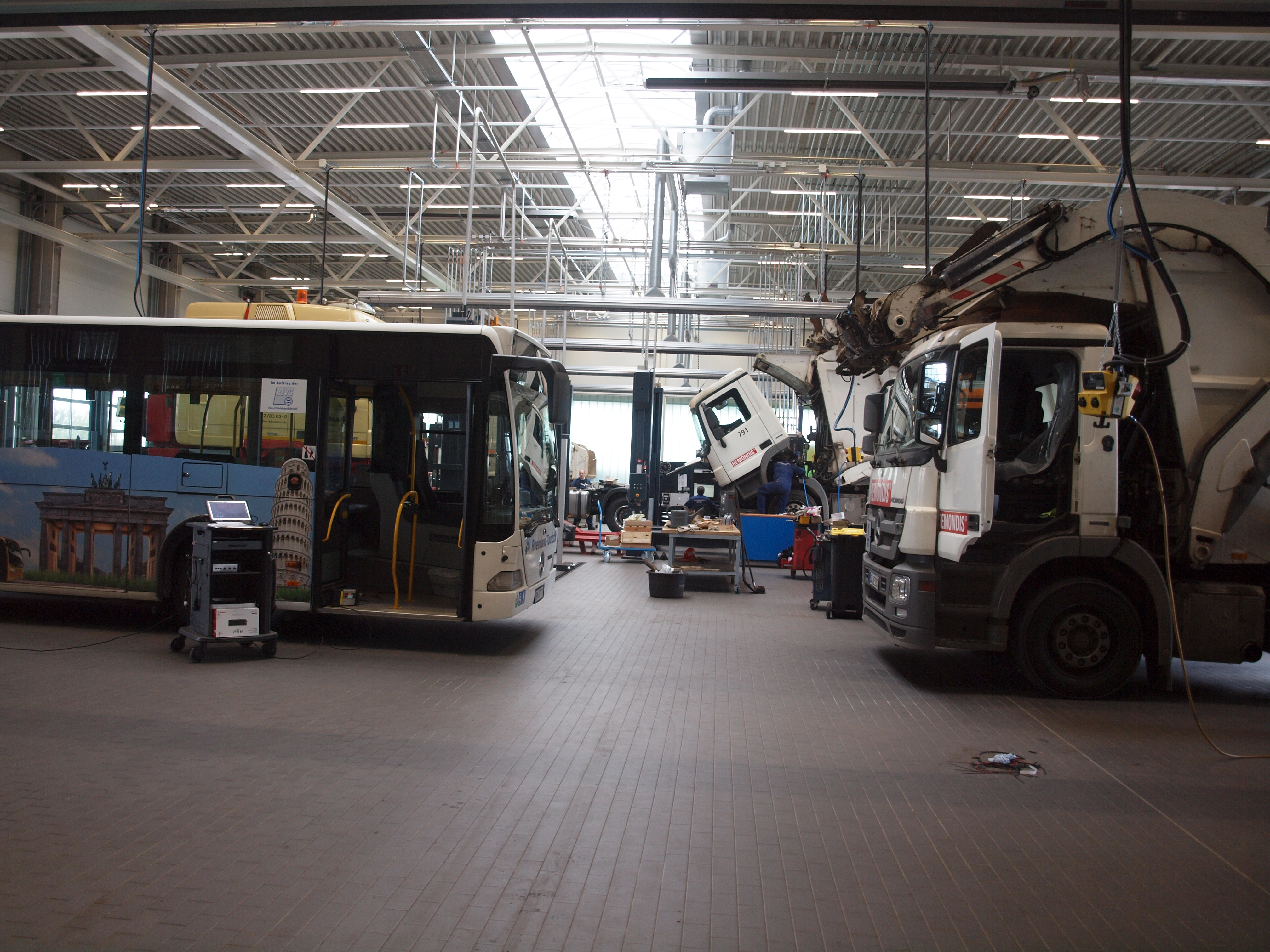
Quadratische Fliesen auf Rüttelboden in einer LKW-Werkstatt

## Ursprung
In den 1960er Jahren wurde das Rüttelverfahren durch Alfred Rominger als maschinelle Variante der Dickbettverlegung entwickelt, welches die traditionelle Verlegeform für keramische Fliesen, Platten, Natur- und Kunststeinbeläge ist. Im Laufe der Zeit wurden die rüttelfähigen Plattenformate vergrößert und die Estrichrezepturen (durch höhere Zementanteile) verbessert.

## Beschreibung des Verfahrens
Auf einer Betonsohle wird ein magerer erdfeuchter Zementestrich von mindestens 45 mm Stärke aufgebracht, teilweise unter Beimischung mineralischer Fasern. Auf den Estrich wird eine Kontaktschicht aus Zement aufgetragen und befeuchtet. Diese bewirkt die Verklebung zwischen Estrich und keramischer Bekleidung. Auf die Kontaktschicht wird eine geeignete keramische Bekleidung eingelegt. Je nach Konstruktionsart sind Dehnfugen im Belag anzuordnen.
Mit einem Bohlen- oder Rollenrüttler werden die Platten in das Mörtelbett eingerüttelt. Die Rüttelmaschinen basieren auf Schwingungs- oder Vibrationsmotoren mit Frequenzen von 1.500 Hertz. Der Motor ruht auf einer Kunststoffplatte (Bohlenrüttler) oder mehreren Hartkunststoffrollen (Rollenrüttler).
Durch Aufbringen eines mineralischen Fugmörtels auf Zementbasis in Form von dünnflüssiger Zementschlämme auf den Boden werden die Zwischenräume verfugt. Im Zuge der Aushärtung auftretende mineralische Ausblühungen werden mit sauren Reinigungsmitteln entfernt.
Der Rüttelboden muss normalerweise 28 Tage aushärten, bevor er voll belastet werden darf. Begehung der Flächen ist üblicherweise nach einer Woche möglich.
Durch die Weiterentwicklung der Rezepturen der Verlegemörtel, können heutzutage durch Zugabe spezieller Epoxidharzemulsionen die Aushärtezeiten verlässlich auf 7 Tage verkürzt werden. Dies wird besonders im Rahmen von Sanierungsmaßnahmen immer häufiger gefordert.

## Geeignete Keramik
Ursprünglich wurden nur relativ kleine Plattenformate bis ca. max. 20 × 20 cm als geeignet für die Verlegung im Rüttelverfahren angesehen. Mittlerweile werden auch großformatige Fliesen und Platten mit Formaten bis über 60 × 60 cm für die Verlegung im Rüttelverfahren angeboten. Die Platten sollten der DIN 18158 „Vollklinkerplatten“ bzw. EN DIN EN Iso 14411 „Feinsteinzeugplatten“ entsprechen und mindestens 12 mm stark sein. Hohe Belastungen erfordern unter Umständen dickere Platten.

## Richtlinien
Die Verlegung von Rüttelböden ist nicht normativ festgelegt. Allerdings gibt es verschiedene Richtlinien für die Herstellung keramischer Bodenbeläge im Rüttelverfahren, herausgegeben von den Organisationen:
- Arbeitskreis Qualitätssicherung Rüttelbeläge (AKQR),
- Interessengemeinschaft Rüttelboden,
- Kompetenzkreis Keramische Systemböden.[1]

Die „Einbauvorschriften und Prüfanweisungen für keramische Bodenbeläge im Rüttelverfahren“ der Interessengemeinschaft Rüttelboden werden jährlich aktualisiert.
Herausgegeben werden auch Merkblätter zur Inbetriebnahme einer Betonkernaktivierung mit Rüttelboden, sowie von Tiefkühlzellen mit Rüttelböden.
Die Prüfung der Haftzugfestigkeit der keramischen Bekleidung am Verlegemörtel, als wichtiges Qualitätsmerkmal wird aufgrund der speziellen Eigenheiten des Rüttelverfahrens auf der Grundlage des „Merkblattes zur Prüfung der Haftzugfestigkeiten bei Rüttelbelägen“ der Interessengemeinschaft Rüttelboden ermittelt.